# Józef Chrząstek
Józef Chrząstek (ur. 4 września 1956) – polski hokeista, wielokrotny reprezentant Polski juniorów i seniorów. Wychowanek KTH Krynica.

## Przebieg kariery klubowej
- KTH Krynica (1969 – 1979)

- GKS Tychy (1979-1985)
- Cinkarna Celje (1985-1986)
- ERC Roedemark (1986-1987)
- Fronten (1987)
- EHV Wesel (1987-1988)
- EC Eschweiler (1989-1991)
- Aachener EC (1991-1994)
- Tysovia Tychy (1995)

## Nagrody indywidualne i drużynowe

### Reprezentacyjne
- Mistrzostwa Świata Juniorów Grupa A w Grenoble  (1974)
- Mistrzostwa Świata Val Gardena (1981)
- Mistrzostwa Świata Klagenurt (1982)
- Mistrzostwa Świata Tokyo (1983)
- Awans do Igrzysk Olimpijskich w Sarajewo (1984)

### Klubowe
- Wicemistrzostwo Polski Juniorów (1972) KTH Krynica
- III miejsce Mistrzostw Polski GKS Tychy  (1981)
- Mistrzostwo Polski Old Boys KTH Krynica
- Mistrzostwa Polski Old Boys KGS Tychy

## Inne osiągnięcia sportowe
- Trener juniorów EHC Wesel (1987-1988)
- Trener Aachener EC (1990-1994)
- Działacz sportowy, współzałożyciel i dyrektor sportowy TTS Tychy,
- Wiceprezes ds. sportowych GKS Tychy – Mistrzostwo Polski 2005.
- Kierownik Reprezentacji Polski Seniorów w Hokeju na Lodzie 2005-2010.
- Uczestnik Mistrzostw Polski w Golfie,  reprezentant Ślaskiego Klubu Golfowego 2016

## Nagrody indywidualne
- Najlepszy zawodnik prestiżowego Turnieju o Kryształowy Dzban (1976)
- Najlepszy zawodnik meczu Szwajcaria – Polska (1993)